# Promachocrinus
Promachocrinus (Carpenter, 1879) è un genere di crinoidi appartenente alla famiglia degli Antedonidi.

## Descrizione
Gli esemplari di Promachocrinus sono in grado di nuotare liberamente. 
Era noto per avere 20 braccia, ma attualmente si è scoperto che due specie ne possiedono solo 10.
Le specie del genere Promachocrinus sono difficili da riconoscere senza il sequenziamento del DNA. Possiede dei cirri piuttosto sottili e ricurvi che sono molto simili a quelli del genere Anthometra, il che rende difficile distinguere esemplari dei due generi.

## Distribuzione e habitat
Gli esemplari di Promachocrinus vivono prevalentemente in acqua fredda, tipicamente nei mari dell'Antartide e delle isole circostanti, ma anche sotto il ghiaccio marino.

## Tassonomia
Era inizialmente un genere monotipico, ovvero con un'unica specie, Promachocrinus kerguelensis, fino alla scoperta di quattro nuove specie, all'istituzione di altre due precedentemente descritte e al trasferimento di un'altra specie al genere nel 2023.
Questo genere include 8 specie:
- Promachocrinus fragarius McLaughlin, Wilson and Rouse, 2023
- Promachocrinus joubini Vaney, 1910
- Promachocrinus kerguelensis Carpenter, 1879
- Promachocrinus mausoni Clark, 1937
- Promachocrinus unruhi McLaughlin, Wilson and Rouse, 2023
- Promachocrinus uskglassi McLaughlin, Wilson and Rouse, 2023
- Promachocrinus vanhoeffenianus Minckert, 1905
- Promachocrinus wattsorum McLaughlin, Wilson and Rouse, 2023